# Kościół św. Michała Archanioła w Masiadach
Kościół św. Michała Archanioła w Masiadach – katolicki kościół w Masiadach (Litwa).
Murowany kościół zbudowano w 1783, w stylu późnobarokowym.
Budynek z wysokim dachem ma plan krzyża, z transeptem. Prezbiterium zamknięte półkoliście. Elewacja zdobiona pilastrami i wydatnymi gzymsami. Po bokach fasady stoją dwie czworoboczne wieże z hełmami. Nad środkiem fasady znajduje się barokowy szczyt, ozdobiony ślimacznicami.
W wyposażeniu kościoła bogato rzeźbione ołtarze i ambona z rzeźbą św. Michała Archanioła.
Teren kościoła otacza mur z trójprzelotową bramą w stylu barokowym, wzniesiony w 1805.

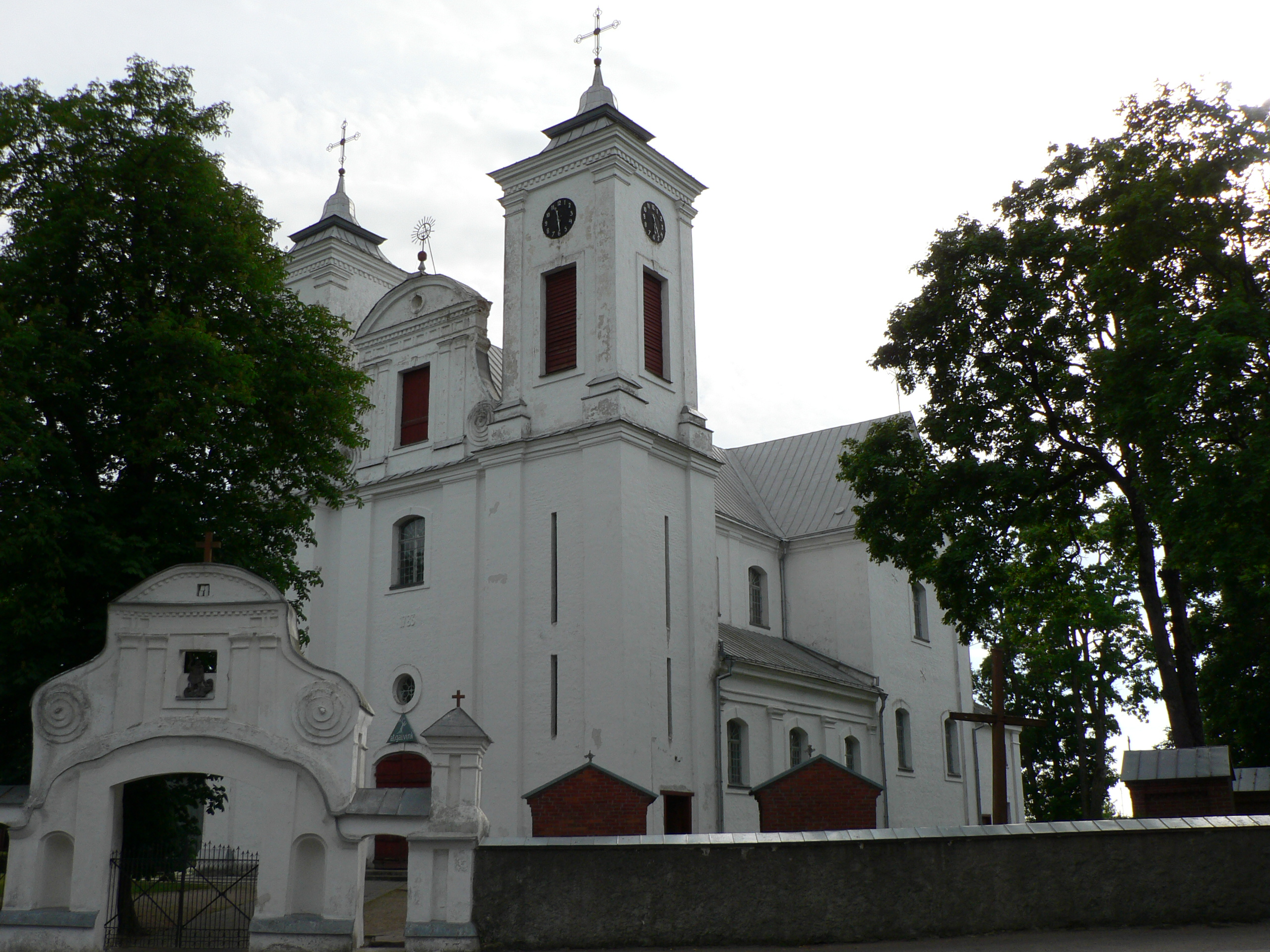
Fasada kościoła